# Trecia Smith
Trecia Smith, född 5 november 1975, är en  jamaicansk friidrottare som tävlar i trestegshoppning. 
Smith började sin karriär som sjukampare och noterade som bäst 5692 poäng. Därefter bytte hon gren till tresteg. Vid två tillfälle har hon tagit medalj i samväldesspelen i friidrott (brons 2002 och guld 2006). Hennes största framgång är VM-guldet 2005 i Helsingfors där hon vann i storfavoriten Tatjana Lebedevas frånvaro. 
Hon har även varit i final vid två Olympiska spel. Vid Olympiska sommarspelen 2004 slutade hon på en fjärde plats och vid Olympiska sommarspelen 2008 blev hon elva. 
Det personliga rekordet är på 15,16 från en tävling 2004.